# Альморавіди
Альмораві́ди, берберська династія 1056—1147, заснована проповідником Абдулою ібн Ясіном, що правила в Марокко й Іспанії в 11-12 століттях. Альморавіди прийшли із Сахари і в 11 столітті заклали основи імперії, що поширилася на всю територію Марокко і частину Алжиру; їхньою столицею було місто Марракеш. У 1086 вони на чолі із Юсуфом ібн Ташфіном перемогли Альфонса VI Кастильського і зайняли частину Іспанії. Пізніше були скинуті Альмохадами.

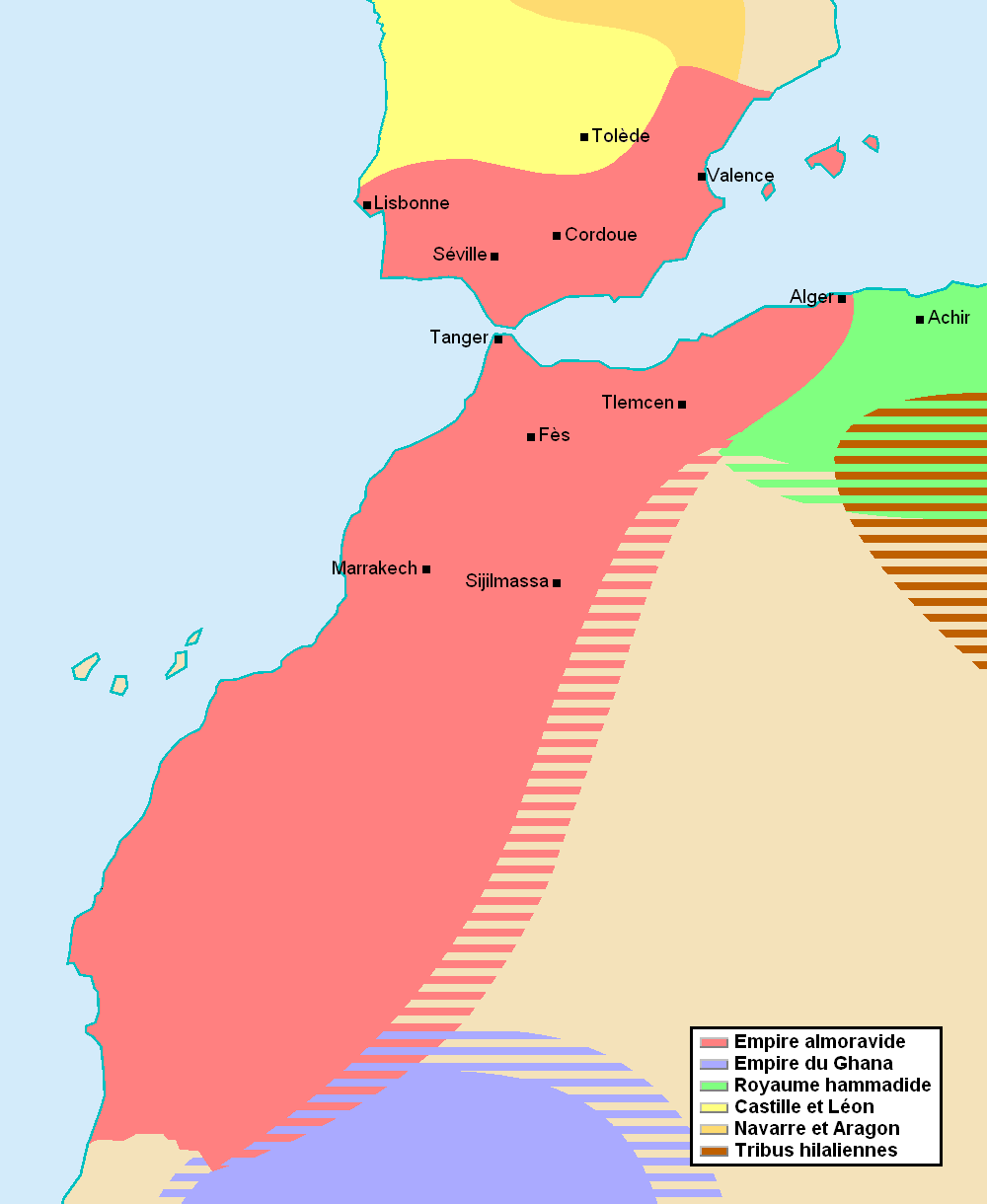
Мапа володінь Альморавідів на 1120 рік

Держава Альморавідів склалася на руїнах Кордовського халіфату і включала територію сучасних Марокко, Алжиру та Андалузії (Піренейський півострів). Альморавіди жорстоко утискували підкорені народи, визискували населення. Династія Альморавідів знищена народним повстанням.